# بيتر كراوتش
بيتر جيمس كراوتش (بالإنجليزية: Peter Crouch)‏، لاعب كرة قدم إنجليزي ولد في 30 يناير 1981 في ماكليسفيلد في تشيشاير في إنجلترا، يلعب مع نادي ستوك سيتي ومنتخب إنجلترا لكرة القدم.

## مسيرته الرياضية
بدأ مسيرته الكروية مع نادي توتنهام هوتسبير في عام 1998، وفي عام 2000 أعير إلى نادي هاسلهولم، ولعب معهم 8 مباريات وسجل 3 أهداف، وفي موسم 2000/2001 انتقل إل نادي كوينز بارك رينجرز الإنجليزي، ولعب معهم 42 مباراة وسجل 10 أهداف، وفي موسم 2001/2002 انتقل إلى نادي بورتسموث الإنجليزي، ولعب معهم 37 مباراة وسجل 18 هدف، وفي عام 2002 انتقل إلى نادي أستون فيلا، ولعب معهم حتى عام 2004، وشارك خلال تلك الفترة في 37 مباراة وسجل 6 أهداف، وأعير في عام 2003 إلى نادي نوريتش سيتي، ولعب معهم 15 مباراة وسجل 4 أهداف،
في موسم 2004/2005 انتقل إلى نادي ساوثهامبتون، ولعب معهم 27 مباراة وسجل 12 هدف، وفي عام 2005 انتقل إلى نادي ليفربول حيث لعب له 85 مباراة سجل خلالها 22 هدف. انتقل في عام 2008 إلى نادي بورتسموث حيث لعب له 38 مباراة سجل خلالها 11 هدف. قي عام 2009 عاد اللاعب مرة أخرى إلى نادى توتنهام هوتسبر الذي بدأ قي فيه حياته الكروية.
بدأ كراوتش باللعب مع منتخب إنجلترا لكرة القدم في عام 2005، وقد شارك معهم في كأس العالم لكرة القدم 2006.

## روابط خارجية
- بيتر كراوتش على موقع الاتحاد الدولي (مؤرشف)  (الإنجليزية)
- بيتر كراوتش على موقع الاتحاد الأوربي (الإنجليزية)
- بيتر كراوتش على موقع قاعدة بيانات كرة القدم.إي يو (الإنجليزية)
- بيتر كراوتش على موقع ناشيونال فوتبول تيمز (الإنجليزية)
- بيتر كراوتش على موقع Soccerbase.com (لاعب) (الإنجليزية)
- بيتر كراوتش على موقع Soccerway.com (الإنجليزية)
- بيتر كراوتش على موقع عالم كرة القدم.نت (الإنجليزية)
- بيتر كراوتش على موقع كووورة
- بيتر كراوتش على موقع AS.com (الإسبانية)